# Bezirk Zehlendorf
Der Bezirk Zehlendorf war ein Verwaltungsbezirk von Berlin, der seit der Bildung von Groß-Berlin 1920 bis zur Bezirksreform 2001 bestand. Er umfasste die Ortsteile Zehlendorf, Dahlem, Nikolassee und Wannsee. Der Bezirk war durch das Nebeneinander von großen Wald- und Wasserflächen, zum Teil gehobenen Wohnlagen sowie bedeutenden wissenschaftlichen Einrichtungen gekennzeichnet. Das Gebiet des Bezirks gehört seit dem 1. Januar 2001 zum Bezirk Steglitz-Zehlendorf.

## Lage
Der Bezirk Zehlendorf grenzte im Norden an den Bezirk Wilmersdorf, im Osten an den Bezirk Steglitz und im Süden sowie im Westen an das Land Brandenburg. Im Nordosten besaß der Bezirk eine Wassergrenze zum Bezirk Spandau. Heute bildet das Gebiet des ehemaligen Bezirks den westlichen Teil des Bezirks Steglitz-Zehlendorf.

## Geschichte

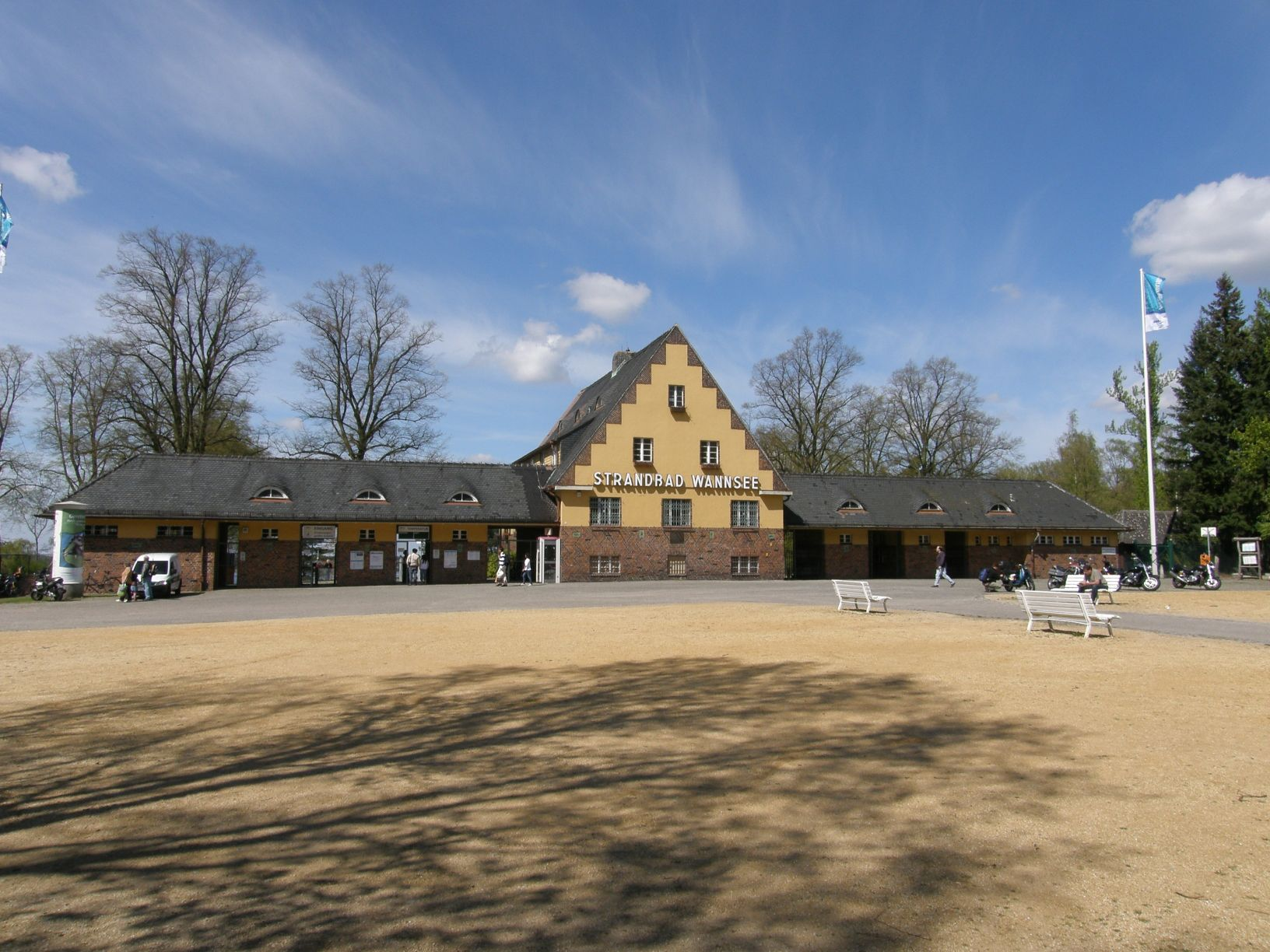
Strandbad Wannsee

Bei der Bildung von Groß-Berlin im Jahr 1920 wurde aus den folgenden bis dahin zum Landkreis Teltow gehörenden Gebieten der 10. Verwaltungsbezirk gebildet:
- Landgemeinde Zehlendorf (20.561 Einwohner, 2156 Hektar)
- Landgemeinde Nikolassee (1.982 Einwohner, 99 Hektar)
- Landgemeinde Wannsee (3.980 Einwohner, 696 Hektar)
- Gutsbezirk Dahlem (6.244 Einwohner, 817 Hektar)
- Gutsbezirk Klein Glienicke (79 Einwohner, 173 Hektar)
- Gutsbezirk Pfaueninsel (45 Einwohner, 98 Hektar)
- Gutsbezirk Potsdamer Forst (nördlicher Teil, 151 Einwohner, 1216 Hektar)[1]

Die Landgemeinde Klein Glienicke verblieb im Landkreis Teltow. Nach seinem bevölkerungsreichsten Ortsteil erhielt der Bezirk den Namen Zehlendorf. Zum Bezirk gehörten mit Steinstücken, Nuthewiesen und Wüste Mark auch mehrere Exklaven im Berliner Umland. Die letzte Eingemeindung fand 1928 mit dem Gutsbezirk Düppel statt. Am 27. Dezember 1927 wurde der Gutsbezirk mit 131 Einwohnern und einer Fläche von 535 Hektar aus dem brandenburgischen Landkreis Teltow nach Berlin eingemeindet, nachdem Berlin das Gut gekauft hatte. Demgegenüber standen aber Ausgemeindungen unbewohnter Flächen, von denen ein 24 ha großer Teil des Griebnitzsees an die Gemeinde Neubabelsberg die größte war, sodass heute die Grenze durch den See verläuft. Durch die Eingemeindung verschob sich die Grenze im Düppeler Forst, die zuvor bis an die Wannseebahn/Dreilindenstraße (heute Potsdamer Chaussee) reichte, in Wannsee bis zum Königsweg und in Düppel fast bis zur Stammbahn.
Im Jahr 1929 wurde die U-Bahn-Linie AII (heute: Linie U3), die seit 1913 bis zum Bahnhof Thielplatz in Dahlem führte, bis zum Bahnhof Krumme Lanke in Zehlendorf verlängert. 1930 wurde das Strandbad Wannsee fertiggestellt.
Die Berliner Gebietsreform mit Wirkung zum 1. April 1938 hatte zahlreiche Begradigungen der Bezirksgrenzen sowie einige größere Gebietsänderungen zur Folge. Der östliche Rand des Bezirks Zehlendorf wurde ab dem Dahlemer Weg zu Lichterfelder Gebiet. Daneben kam es zu einem umfangreichen Gebietsaustausch mit dem Bezirk Wilmersdorf. Die Bevölkerung des Bezirks nahm hierdurch um 4.531 Einwohner ab, die Bezirksfläche hingegen um 1126 Hektar zu. 1940 wurde der Anschluss der AVUS zum Berliner Ring fertiggestellt, wodurch der Bezirk Zehlendorf Anschluss an das deutsche Autobahnnetz erhielt.
Im Ortsteil Wannsee fand am 20. Januar 1942 die Wannseekonferenz statt, auf der das nationalsozialistische Regime den begonnenen Holocaust an den europäischen Juden im Detail organisierte. In den letzten Apriltagen 1945 wurde der Bezirk Zehlendorf von sowjetischen Streitkräften von Süden her eingenommen.
Der Bezirk gehörte seit Juli 1945 zum Amerikanischen Sektor von Berlin und beherbergte bis Anfang der 1990er Jahre mehrere Einrichtungen und Kasernen der amerikanischen Streitkräfte. 1948 wurde in Dahlem, das bereits seit der Kaiserzeit ein Wissenschaftsstandort war, die Freie Universität gegründet. In Wannsee wurde 1959 das Hahn-Meitner-Institut für Kernforschung gegründet.
Durch den Bau der Berliner Mauer im August 1961 wurde die S-Bahn-Verbindung von Wannsee nach Potsdam unterbrochen und die von Wannsee nach Stahnsdorf führende Friedhofsbahn stillgelegt. Die Wannseebahn wurde 1980 stillgelegt und nach einer Komplettsanierung 1985 wieder in Betrieb genommen.
Auf der Glienicker Brücke, die vom Ortsteil Wannsee über die Havel nach Potsdam führt, fanden zwischen 1962 und 1986 drei Austauschaktionen mit insgesamt 40 Personen statt. Im Rahmen des Viermächteabkommens vom 3. September 1971 trat die DDR im Tausch gegen die Exklave Nuthewiesen einen 20 Meter breiten und rund einen Kilometer langen Gebietsstreifen zwischen Steinstücken und Kohlhasenbrück an West-Berlin ab. Damit war Steinstücken keine Exklave mehr, sondern erhielt eine Landverbindung zum Bezirk Zehlendorf. 1988 fiel auch die Exklave Wüste Mark durch einen Gebietstausch an die DDR.
Zum 1. Januar 2001 wurde der Bezirk Zehlendorf im Rahmen der Berliner Bezirksreform mit dem Bezirk Steglitz zum neuen Bezirk Steglitz-Zehlendorf zusammengeschlossen.

## Einwohnerentwicklung

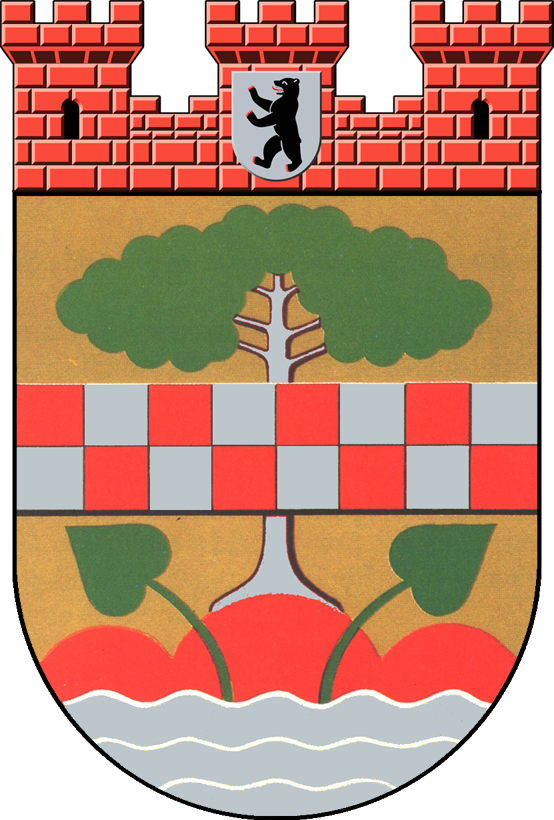
Wappen des Bezirks Zehlendorf (1920–2000)

| Jahr | Einwohner |
| ---- | --------- |
| 1925 | 44.420    |
| 1933 | 65.948    |
| 1939 | 81.141    |
| 1946 | 76.432    |
| 1950 | 90.907    |
| 1955 | 97.457    |
| 1961 | 95.530    |
| 1965 | 97.731    |

| Jahr | Einwohner |
| ---- | --------- |
| 1970 | 89.076    |
| 1975 | 085.423 1 |
| 1980 | 084.279 1 |
| 1985 | 085.161 1 |
| 1987 | 95.105    |
| 1990 | 98.535    |
| 2000 | 97.040    |

## Wahlen zur Bezirksverordnetenversammlung
Stimmenanteile der Parteien in Prozent
| Jahr                                                           | DVP    | SPD  | USPD | DDP1) | KPD  | DNVP | NSDAP | Zen  |
| -------------------------------------------------------------- | ------ | ---- | ---- | ----- | ---- | ---- | ----- | ---- |
| 1921                                                           | 63,62) | 14,4 | 07,2 | 07,2  | 02,5 |      |       |      |
| 1925                                                           | 18,0   | 20,6 |      | 09,9  | 03,9 | 35,8 |       | 3,1  |
| 1929                                                           | 19,8   | 18,7 |      | 08,4  | 05,3 | 30,4 | 07,8  | 04,3 |
| 1933                                                           | 02,7   | 15,3 |      | 03,8  | 05,3 | 25,7 | 41,0  | 05,3 |
| 1) 1933 DStP 2) Gemeinsames Ergebnis von DVP, DNVP und Zentrum |        |      |      |       |      |      |       |      |

| Jahr                                                                     | SPD  | CDU  | FDP 1) | WUB2) | Grüne3) |
| ------------------------------------------------------------------------ | ---- | ---- | ------ | ----- | ------- |
| 1946                                                                     | 41,0 | 39,0 | 13,3   |       |         |
| 1948                                                                     | 49,1 | 26,1 | 24,8   |       |         |
| 1950                                                                     | 28,3 | 26,8 | 35,7   |       |         |
| 1954                                                                     | 28,0 | 37,1 | 22,0   |       |         |
| 1958                                                                     | 38,2 | 49,0 | 06,6   |       |         |
| 1963                                                                     | 46,2 | 38,8 | 14,2   |       |         |
| 1967                                                                     | 41,9 | 44,4 | 12,3   |       |         |
| 1971                                                                     | 37,1 | 49,2 | 11,2   |       |         |
| 1975                                                                     | 27,9 | 48,8 | 06,6   | 12,9  |         |
| 1979                                                                     | 29,1 | 49,5 | 06,8   | 13,8  |         |
| 1981                                                                     | 25,9 | 53,0 | 04,7   | 09,4  | 06,7    |
| 1985                                                                     | 21,3 | 54,4 | 04,8   | 09,3  | 09,0    |
| 1989                                                                     | 23,0 | 42,8 | 04,9   | 15,1  | 09,0    |
| 1992                                                                     | 19,2 | 41,9 | 06,5   | 17,7  | 07,6    |
| 1995                                                                     | 17,6 | 48,9 | 03,6   | 15,2  | 11,5    |
| 1999                                                                     | 20,9 | 52,6 | 04,0   | 06,0  | 11,6    |
| 1) bis 1948 LDP 2) Wählergemeinschaft Unabhängiger Bürger 3) bis 1989 AL |      |      |        |       |         |

## Bezirksbürgermeister
| Zeitraum  | Name                   | Partei |
| --------- | ---------------------- | ------ |
| 1920–1924 | Hugo Elimar Köster     | DVP    |
| 1924–1932 | Erich Schumacher       | DNVP   |
| 1932–1933 | Alfred Hoge            | DNVP   |
| 1933–1945 | Walter Helfenstein     | NSDAP  |
| 1945      | Georg Schulze          | NSDAP  |
| 1945–1949 | Werner Wittgenstein    | CDU    |
| 1949–1951 | Carl Schott            | SPD    |
| 1951–1955 | Wilhelm Benecke        | FDP    |
| 1955–1965 | Willy Stiewe           | CDU    |
| 1965–1971 | Hans-Joachim Schnitzer | SPD    |
| 1971–1980 | Wolfgang Rothkegel     | CDU    |
| 1981–1991 | Jürgen Klemann         | CDU    |
| 1991–1995 | Ulrich Menzel          | CDU    |
| 1995–2000 | Klaus Eichstädt        | CDU    |

## Partnerschaften des Bezirks Zehlendorf

### International
Cassino (Italien)

 Sderot (Israel)

 Bror Chail (Israel)

 Ronneby (Schweden)

 Szilvásvárad (Ungarn)

 Charkow-Ordshonikidse (Ukraine)

### National
- Hagen (Nordrhein-Westfalen)
- Königs Wusterhausen (Brandenburg)

## Zehlendorf im Amerikanischen Sektor Berlins

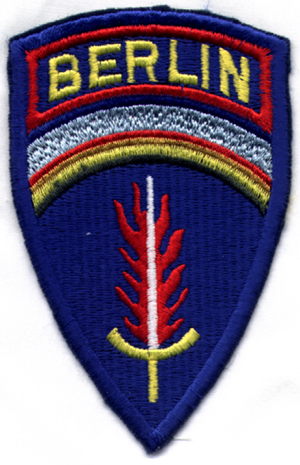
Wappen der US-Berlin-Brigade

Gemäß dem Zusatzabkommen zwischen den alliierten Siegermächten USA, Großbritannien und der UdSSR vom 14. November 1944 wurde der Bezirk Zehlendorf im Hinblick auf die bevorstehende Kapitulation Deutschlands am Ende des Zweiten Weltkriegs dem Amerikanischen Sektor zugeteilt. Nachdem im April 1945 zuerst sowjetische Truppen das gesamte kriegszerstörte Berlin besetzt hatten, rückten aus Halle (Saale) kommend am Nachmittag des 1. Juli 1945 amerikanischen Truppen in ihren Sektor ein und richteten in den nur zu 10 % zerstörten Gebäuden des Luftgaukommandos an der Kronprinzenallee (heute: Clayallee) ihr Hauptquartier ein. Rund um dieses Hauptquartier wurden in den Folgejahren zahlreiche Einrichtungen des U.S.-Militärs angesiedelt. Diese, das uniformierte und zivile Personal, ihre Fahrzeuge und die Wohngebiete prägten bis zum Abzug der alliierten Truppen nach der deutschen Wiedervereinigung das Bild Zehlendorfs wesentlich. Die Bezeichnung der US-Truppen in Berlin wechselten im Laufe ihrer knapp 50-jährigen Geschichte von „Berlin Military Post“ über „Berlin Command“ zu „U.S. Army, Garrison Berlin“ bis sich nach Dezember 1961 der Name „Berlin Brigade“ festigte.
Nachdem der Besatzungsstatus Berlins am 3. Oktober 1990 endete, zogen sich die alliierten Truppen aus Berlin 1994 zurück. Mit einem Straßenfest, einer Parade und dem Pflanzen einer amerikanischen Eiche an der Kreuzung von Clayallee und Hüttenweg verabschiedete Zehlendorf seine amerikanischen Gäste in „Friendship-Days“ vom 15. bis 18. April 1994. Der Bezirksbürgermeister von Zehlendorf, Ulrich Menzel, dankte den Amerikanern für ihren Dienst und stellte in einem Brief fest, dass mit ihrem Abzug eine historische Ära endet. Besonders Zehlendorf, Partner des 6. Bataillons, werde etwas fehlen, wenn die 49-jährige Präsenz der „Freunde und Nachbarn“ endet. Deutsche und amerikanische Zehlendorfer wurden durch ihr Zusammenleben bereichert.

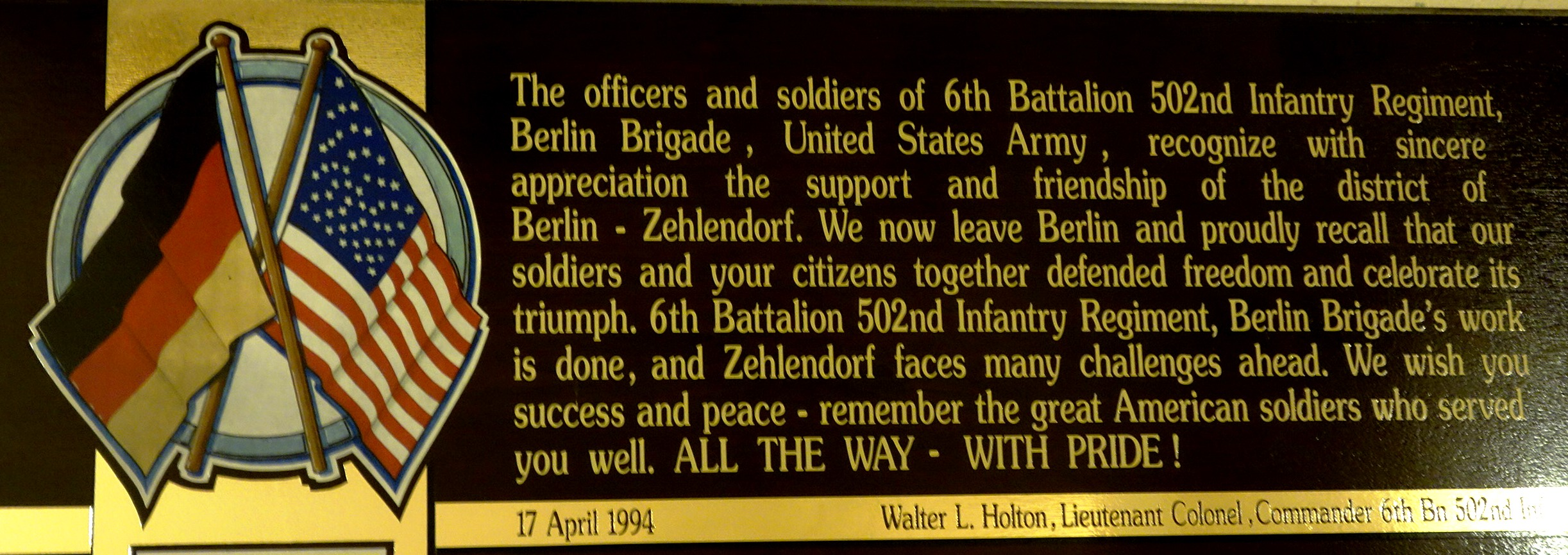
Erinnerungsplakette des US-Partnerregiments im Rathaus Zehlendorf

An die Geschichte der Alliierten in Berlin erinnert heute das AlliiertenMuseum, das im ehemaligen US-Truppenkino Outpost Theater an der Clayallee eingerichtet wurde. Dieses, wie auch zahlreiche andere Gebäude, die den Zwecken der amerikanischen Besatzungsmacht dienten, stehen heute unter Denkmalschutz. Ein weiterer Zeuge dieser Ära ist die John-F.-Kennedy-Schule am Teltower Damm. Sie entstand 1960 als deutsch-amerikanische Gemeinschaftsschule in den Räumen der Mühlenau-Schule in der Molsheimer Straße im Ortsteil Dahlem. 1963 zog die Schule mit 360 Schülern und 13 Lehrern in ein eigenes – zuerst provisorisches – Gebäude am Teltower Damm auf dem Gelände der ehemaligen Laehr-Klinik in Zehlendorf um. Am Ende des gleichen Jahres erfolgte die Umbenennung in John-F.-Kennedy Schule. Nach Plänen des Architekten Harald Deilmann wurde hier ein Neubau errichtet und 1970 eingeweiht.

## Filme
Der Bezirk Zehlendorf war ein beliebter Drehort für Filmemacher. Nachstehend eine Auswahl von Filmen, die im Bezirk gedreht wurden:
- Die Drei von der Tankstelle, STAR-Tankstelle Lindenthaler Allee
- Unser Willi ist der Beste, Im Dol
- Paul Is Dead, Beuckestraße (Schadow-Gymnasium), Ladiusstraße
- Pappa ante portas, Ahrenshooper Zeile
- Jenseits der Stille, Schlachtensee
- Knallhart
- Didi – Der Doppelgänger, S-Bahnhof Mexikoplatz
- Die Täuschung, S-Bahnhof Nikolassee, STAR-Tankstelle Lindenthaler Allee
- Das Grummeln, Hüttenweg Ecke Gelfertstraße
- Lukas und Sohn (Serie), Mexikoplatz
- James Bond 007 – Octopussy, Hüttenweg, Anschlussstelle zur AVUS
- Richy Guitar, Hüttenweg/AVUS
- Balko (Serie), Gärtnerei Rothe, Ihnestraße
- Canaris, Schlussszene in der Straße Vogelsang
- Conni & Co, Beuckestraße (Schadow-Gymnasium)